# ベシェ・バルナバーシュ
ベシェ・バルナバーシュ（Bese Barnabás、1994年5月6日 - ）は、ハンガリー・ブダペスト出身のプロサッカー選手。ハンガリー代表。OHルーヴェン所属。ポジションは、ディフェンダー。

## 経歴

### クラブ
いくつかのクラブでプレーした後、2008年にMTKブダペストFCのアカデミーに入団。2012年5月26日の2部リーグ第27節・シゲトセントミクローシュTK戦でプロデビュー。2013年8月3日のディオーシュジュールVTK戦でプロ初ゴール。
2016年8月19日、リーグ・ドゥのル・アーヴルACと4年契約を結んだ。8月27日のレッドスターFC93戦で移籍後初出場。

### 代表
アンダー世代からハンガリー代表を経験している。
UEFA EURO 2016のメンバーに選ばれ、グループステージのポルトガル戦に出場した